# 2008년 세계 박람회

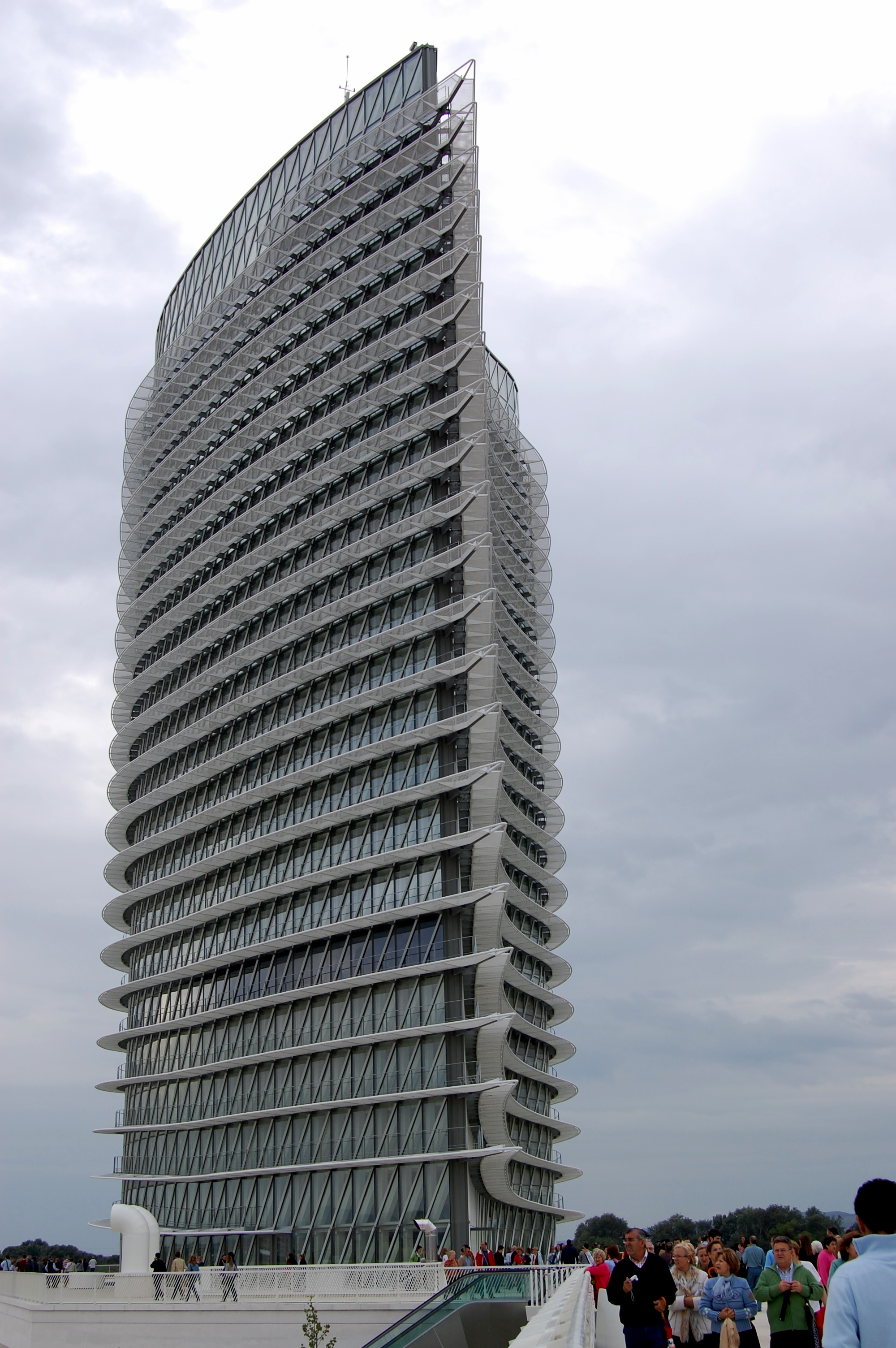

2008년 세계 박람회는 스페인 사라고사에서 6월 14일부터 9월 14일까지 개최되었다.
사라고사 엑스포는 2008년 6월 14일 토요일부터 2008년 9월 12일 일요일까지 스페인 사라고사에서 "물, 그리고 지속가능한 개발"이라는 주제로 개최된 BIE(세계박람회기구) 공인 인정박람회이다. 엑스포장은 스페인 에브로강에 자리하고 있다.
사라고사는 아라곤(스페인 북동부 지방)의 자치지방(우리나라의 세종특별자치시나 제주특별자치도)으로 스페인에서 5번째로 인구가 많은 도시이다. 사라고사는 2008년 엑스포를 개최하기 위해 2004년 12월 16일 2008년 엑스포 개최지 선정 선거에서 그리스의 테살로니키와 이탈리아의 트리에스테와 경쟁하였다.
박람회의 상징적인 건축물은 워터타워로, 80미터의 높이의 투명한 타워이며 Enrique de Teresa가 떨어지는 물을 표현하기 위해 디자인했다. 그리고 또다른 상징적인 건축물은 Zaha Hadid의 브릿지 전시관과 리버 아쿠아리움이다. 박람회 부지에서는 매일 열리는 'The Awakening of the serpent(뱀의 깨우침)'퍼레이드와 같은 다른 이벤트들을 개최했다.
여러 국가들 이외에도 비정부기구나 기업들도 물과 지속가능한 개발을 주제로 엑스포에 참가했다. 행사에 앞서서, 엑스포 조직위는 2008엑스포는 1억3천5백만 유로의 경제적 이익이 생길 것이라고 추정했다.